# Sun Baoqi

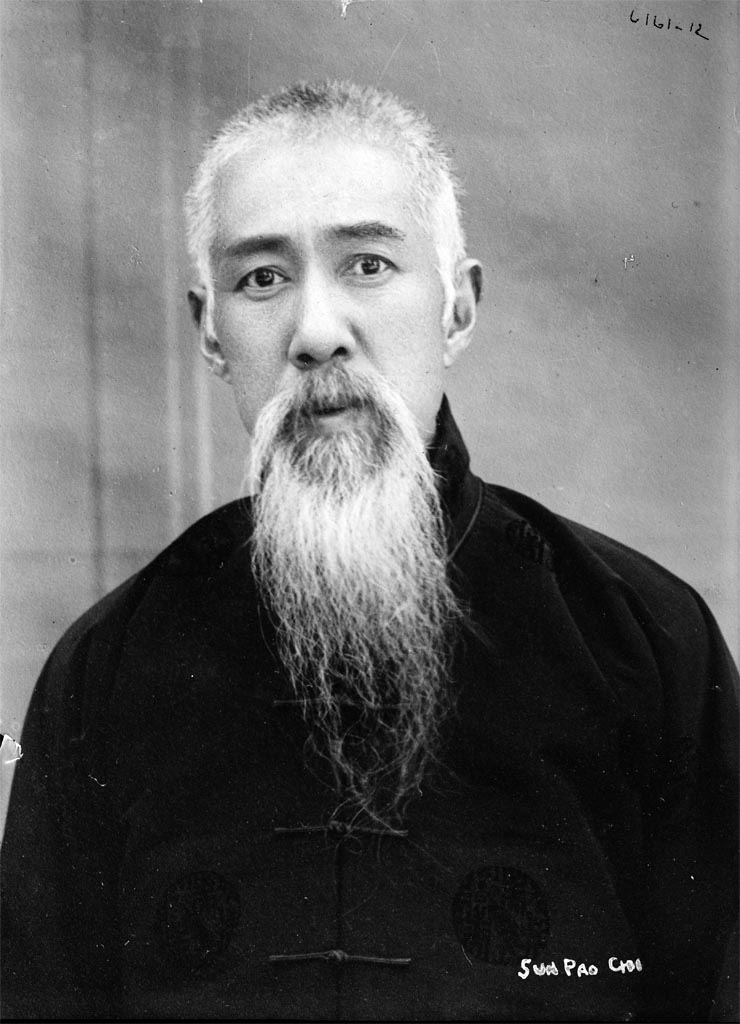
Sun Baoqi, nach 1911

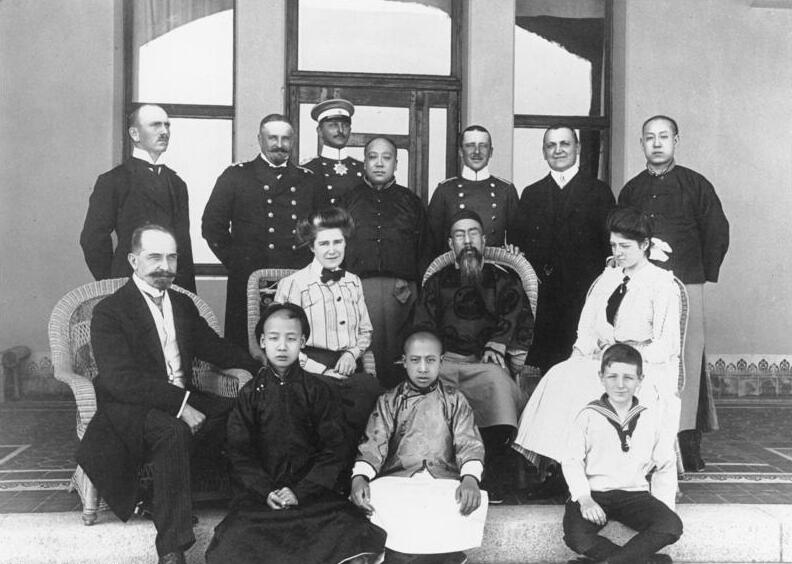
Alfred Meyer-Waldeck besucht den Gouverneur Sun Pao-Chi (1910)

Sun Baoqi, chinesisch 孫寶琦 / 孙宝琦, Pinyin Sūn Bǎoqí, W.-G. Sun Pao-ch´i, (* 26. April 1867 in Hangzhou (Provinz Zhejiang); † 3. Februar 1931 in Shanghai) war offizieller Regierungsvertreter sowohl vor als auch nach der chinesischen Revolution von 1911. Zu seinen Ämtern gehörten das des Außenministers im chinesischen Kaiserreich und das des Premierministers der Republik China. Sein Großjährigkeitsname lautete Mu-han (chinesisch 慕韓, Pinyin Mù Hán).

## Leben und Wirken
Sun wurde als ältester Sohn von Sun Yijing, einem der Erzieher des Kaisers Xianfeng, dem 9. Herrscher der Qing-Dynastie, geboren. Nach einer traditionellen, chinesischen Erziehung wurde ihm der Titel Xiānshēng 先生 verliehen (damals eine Auszeichnung für zugelassene Mediziner, Rechtsanwälte und angesehene Lehrer, später auf „Erstgeborene“ und generell auf männliche Bürger als Ehrbezeichnung ausgedehnt). Durch Heirat war er mit dem zukünftigen Qing-Prinzen Yikuang verwandt. Im Jahre 1886 wurde er Juniorsekretär des chinesischen Strafgerichtshofes und behielt diesen Posten bis 1895. Obwohl seine Nominierung für eine diplomatische Auslandsaufgabe bereits 1898 aktenkundig ist, wurde die Berufung wegen des Boxeraufstands verschoben. 1902 diente er als Sekretär einer Gesandtschaft nach Wien, Berlin und Paris und wurde dann zum Botschafter für Frankreich ernannt. Diesen Posten trat er 1903 an und bot den ersten chinesischen Austauschstudenten, darunter die Söhne hoher kaiserlicher Würdenträger, Gelegenheit ihn nach Europa zu begleiten. Sun kehrte 1906 nach China zurück und wurde Generalsekretär des Großen Rates, der die Ministerien überwachte und dem Kaiser unmittelbar rechenschaftspflichtig war. Seine Aufgabe bestand insbesondere darin, das Verwaltungssystem des Landes zu reorganisieren. Im Jahre 1907 wurde er Botschafter für Deutschland. Im Januar 1909 wurde er in das Direktorium der Eisenbahngesellschaft Tianjin-Pukou gewählt und erhielt im Juni desselben Jahres seine Ernennung zum Gouverneur der Provinz Shandong. Nun trat er als Befürworter einer konstitutionellen Regierung auf. Im Jahre 1910 setzte er bei den kaiserlichen Behörden die Etablierung eines Kabinettsystems durch. 1911 erkannte er in seiner Provinz die Unabhängigkeit von den überkommenen Regeln der Mandschu-Dynastie durch, musste dies jedoch aufgrund des Drucks von Yuan Shikai widerrufen und zurücktreten.
Nach dem Ende der Qing-Dynastie im Februar 1912 wandte sich Sun gemeinsam mit seinem Schwager, dem kaiserlichen Prinzen Yikuang, Prinz Qing, dem Aufbau eines privaten Unternehmens zu, wurde jedoch schon bald als Generaldirektor der Zollbehörde in die neue Regierung berufen.
Am 11. September 1913 trat er ins Kabinett des Premierministers Xiong Xiling ein und erzielte einen spektakulären Verhandlungserfolg mit Russland, durch den Russland die Oberherrschaft Chinas über die Äußere Mongolei, und China die Autonomie der Äußeren Mongolei anerkannten. Nach Xiongs Rücktritt führte Sun ab Mitte Februar 1914 kommissarisch das Amt des Premierministers, bis Xu Shichang im Mai dieses Amt übernahm. In dessen Kabinett diente Sun als Außenminister, bis der im Januar 1915 aus Protest gegen Japans Einundzwanzig Forderungen zurücktrat.
Von nun an bekleidete Sun trotz seiner internationalen Kompetenz vorwiegend binnenwirtschaftliche Posten: Im Januar 1916 wurde er Direktor des Rechnungshofes und im April Finanzminister. 1917 wurde er Generaldirektor der Zollbehörde und 1920 Direktor der Wirtschaftsverwaltung. Danach stellte er sein Organisationstalent dem Amt für Hungerhilfe, erst als Vorsitzender und dann als Generaldirektor, zur Verfügung und hatte den Posten eines stellvertretenden Vorsitzenden der Yangtze-Kommission inne. Im Januar 1924 übernahm Sun zum zweiten Mal für kurze Zeit das Amt des Premierministers, trat jedoch aufgrund von Meinungsverschiedenheiten zum Finanzminister Wang Komin bereits im Juli wieder zurück. Nach seinem Rücktritt lehnte er mehrere Ämter ab, bevor er Präsident des Hanyeping Kohle- und Stahlkartells, das nach der Revolution fast komplett in die Hände japanischer Investoren gefallen war, und der China Merchants' Steam Navigation Company (eine 1872 in der Qing-Dynastie gegründete „Dampfschifffahrtsgesellschaft zur Sicherung chinesischer Anteile an der von ausländischen Firmen betriebenen Fracht- und Personengeschäfte auf chinesischen Flüssen“).
Zum Generaldirektor der chinesisch-französischen Universität wurde er im Jahre 1926 aufgrund seiner Verdienste um den Bildungsaustausch mit dem Westen am Anfang des Jahrhunderts berufen. Als im Jahre 1928 die „Nördlichen Expeditionen“ Peking erreichte, setzte er sich in Dairen zur Ruhe. 1929 reiste er zur Behandlung seiner chronischen Darmbeschwerden nach Hongkong, 1930 besuchte er Shanghai und Hangzhou, seine Erkrankung verschlimmerte sich jedoch. Er starb am 3. Februar 1931.